# Адгократія
Адгокра́тія або адхокра́тія  (від лат. ad hoc – «спеціально для цього випадку»; грец. κράτος – «сила, влада») — термін, що його запропонував у 1960 роках знавець проблем лідерства Воррен Бенніс, а потім популяризував футуролог Елвін Тоффлер. За своєю суттю адгократію називають протилежністю бюрократії або включають в це поняття, як "компетентну бюрократію". Адгократія ігнорує класичні принципи менеджменту, згідно з якими в кожного є певна постійна роль, і відповідає гнучкому організаційному устрою, за якого працівники використовують інформаційні технології та застосовують неформальний розподіл прав та обов'язків, вільно щодо до посадових інструкцій. 